# Duomo Arctowski

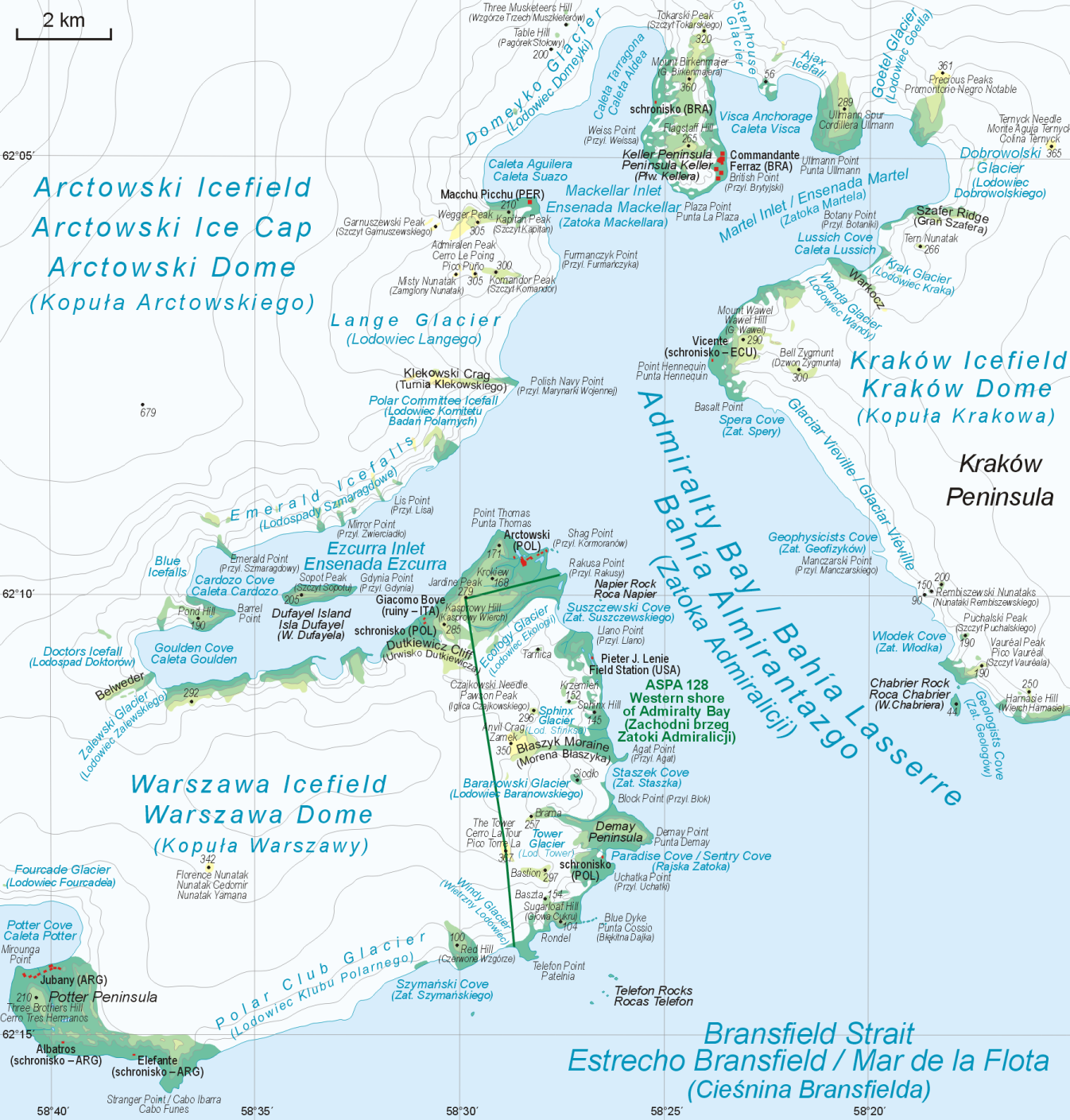
Nella parte nord-occidentale di questa mappa è possibile vedere la posizione del duomo Arctowski

Il duomo Arctowski è un duomo glaciale situato sull'Isola di re Giorgio, la più vasta delle Isole Shetland Meridionali, a nord del termine della Penisola Antartica. Il duomo Arctowski è il più vasto di tutta l'isola e si trova in particolare nella parte occidentale di essa, dove ricopre la maggior parte della regione ed è delimitato a nord dal canale di Drake, a sud dalle insenature di Ezcurra e di MacKellar, due delle diramazioni della baia dell'Ammiragliato, a ovest dal duomo Bellinghausen e a est dal ghiacciaio Usher. Dal duomo Arctowski scendono verso il mare diversi ghiacciai, come il Domeyko e il Lange, che fluiscono verso est e sud-est, e il Polar Friendship, che scende verso sud.

## Storia
Il duomo Arctowski è stato mappato durante la spedizione francese in Antartide svoltasi dal 1908 al 1910 al comando di Jean-Baptiste Charcot, ed è stato così battezzato dai partecipanti a una spedizione polacca di ricerca antartica svoltasi nel 1980, in onore di Henryk Arctowski, famoso geologo e meteorologo polacco.